# Samir El-Sabini
Samir El-Sabini, född den 17 juli 1989, var ordförande för Sveriges Elevråds Centralorganisation från våren 2010 till och med 1 januari 2013. 
El-Sabini har under sin period som ordförande bland annat varit kritisk till skolor som använder sig av "frivilliga drogtester" .
Hans efterträdare är Mattias Hallberg, som tidigare varit vice ordförande för samma organisation(SECO) under perioden 2008–10 och var dessförinnan ordförande för elevkåren på Hvitfeldtska gymnasiet i Göteborg.
El-Sabini var tidigare en lovande schacktalang som bland annat vann Hisingen Open som 13-åring. År 2011 vann El-Sabini Sveriges största studenttävling inom affärsjuridik "Business Law Challenge"
År 2013 förärades El-Sabini med priset årets Nova.

## Fotnoter
1. ↑  (http://sverigesradio.se/sida/artikel.aspx?programid=1646&artikel=3943192)
2. ↑  ”Elevinflytande är blaha-blaha”. Folkbladet. 5 mars 2009. Arkiverad från originalet den 25 maj 2012. https://archive.is/20120525121951/http://www.folkbladet.se/ledare/default.aspx?articleid=4387745. Läst 12 juni 2020.
3. ↑  http://www.mynewsdesk.com/se/lindahl/pressreleases/samir-el-sabini-vinnare-i-business-law-challenge-703701
4. ↑  ”Arkiverade kopian”. Arkiverad från originalet den 4 maj 2014. https://web.archive.org/web/20140504172350/http://www.gp.se/nyheter/goteborg/1.1319334-hur-orkar-du-vara-sa-duktig-. Läst 4 maj 2014.